# Bandslam – Get Ready to Rock!
Bandslam – Get Ready to Rock! (Originaltitel Bandslam) ist ein US-amerikanischer Musikfilm aus dem Jahr 2009. Kinostart in den USA war der 14. August 2009; in Deutschland lief der Film nicht im Kino. Die DVD erschien am 3. Juni 2010 in Deutschland. Für den Film wurde ein Budget von 20 Millionen Dollar benötigt.

## Handlung
Will Burton ist an seiner neuen Schule ein unscheinbarer Neuling, der in seiner Freizeit regelmäßig E-Mails an sein großes Vorbild David Bowie schreibt, ohne jemals eine Antwort zu erhalten. Durch seine Liebe zur Musik lernt er die beliebte Schülerin Charlotte Barnes kennen, die ihn nach kurzer Zeit bittet, mit ihr zusammen eine Band zu gründen.
In nächster Zeit soll ein großer Musikwettbewerb stattfinden, der Bandslam, dessen Gewinnern ein Plattenvertrag versprochen wird. Charlotte hat sich in den Kopf gesetzt, dort anzutreten und dabei ihren Ex-Freund Ben Wheatley und dessen Band zu schlagen. Gegen alle Erwartungen wächst eine Truppe von vier Außenseitern um Charlotte zu einer richtigen Band zusammen und bald haben die fünf echte Chancen, den Wettbewerb zu gewinnen. Wills Freundschaft zu der eintönigen, Bücher liebenden Sa5m (Die 5 ist stumm) leidet währenddessen unter den Verpflichtungen, die seine Mitgliedschaft in Charlottes Gruppe mit sich bringen.
Die Band nimmt sich vor, Phil’s Song zu spielen, ein Lied, das Charlottes Vater geschrieben hat. Als ihr Vater jedoch stirbt, steigt sie unerwartet aus der Band aus. Sie verrät Will, dass er und die Band nur ein Versuch waren, um ihrem Vater zu zeigen, dass sie sich bessern kann. Indem sie freundlicher gegenüber Außenseitern wie Will und den restlichen Mitgliedern war, hat sie sich bemüht, Abstand zu ihrer Vergangenheit zu gewinnen, in der sie noch mit dem selbstsüchtigen Ben zusammen war und in dessen Band Musik gemacht hat.
In die Band steigt nun Will’s Freundin Sa5m ein, die an der Stelle von Charlotte singt. Beim Bandslam taucht plötzlich Charlotte auf und ist mit Wills Mutter Karen im Publikum. Vor Charlottes Band tritt allerdings die von Ben auf, die Phil’s Song aufführt. Die Freunde müssen sich schnell etwas Neues ausdenken und spielen ein Lied, das Sa5m schon früher gesungen hat. Obwohl sie am meisten Applaus bekommen gewinnt eine andere Band.
Am Ende des Films lädt ein Teenager den Auftritt auf der Videoplattform YouTube hoch. Das Video wird so beliebt, dass Wills Idol David Bowie darauf stößt. Er schreibt Will endlich zurück und bietet ihm und der Band einen Plattenvertrag an. Später sind alle Freunde bei der Abschlussfeier versammelt. Dabei kommen Sa5m mit Will und Ben mit Charlotte zusammen.

## Synchronisation
Die deutschsprachige Synchronisation entstand durch die Berliner Synchron AG Wenzel Lüdecke nach einem Dialogbuch von Björn Schalla, der auch die Dialogregie übernahm.
| Rolle            | Darsteller      | Dt. Synchronsprecher |
| ---------------- | --------------- | -------------------- |
| Will Burton      | Gaelan Connell  | Nicolás Artajo       |
| Sa5m             | Vanessa Hudgens | Marie-Luise Schramm  |
| Charlotte Barnes | Aly Michalka    | Julia Ziffer         |
| Karen Burton     | Lisa Kudrow     | Sabine Jaeger        |
| Ben Wheatley     | Scott Porter    | Robin Kahnmeyer      |